# 第五王国派
第五王国派（だいごおうこくは、英：Fifth Monarchy Men or Fifth Monarchists）は、キリスト教のプロテスタントの一教派で、清教徒革命（イングランド内戦）期のイングランド共和国で活発な動きを見せた急進的ピューリタンの一派である。初め千年王国に基づく思想で理想社会実現を目指したが、挫折すると反体制派として活動、王政復古後はイングランド王国に対して反乱を起こしたが鎮圧され、衰退した。

## 経過
1649年1月のチャールズ1世処刑から翌2月にイングランド東部ノーフォークの多くの住民から『ノーフォーク請願』という文書が出されたのが運動の始まりで、首都ロンドン・西部ウェールズに拡大した。名称は旧約聖書・ダニエル書の教えに基づき、バビロニア、ペルシア、ギリシア、ローマに続くキリストの王国（第五王国）が地上に出現するだろうと考えるグループの信念に由来する。
独立派の分派としてバプテスト・アナバプテストと共に派生したのが由来で、ジョン・ロジャーズ、クリストファー・フィーク、ヴァヴァサー・パウエルなど独立派の聖職者が第五王国派に移る例も見られ、後に聖職者と軍士官を中心とする穏健派（穏和派）、職人や手工業者からなる急進派（武闘派）のグループに分裂した。前者はウィリアム・アスピンウォール、後者はトマス・ヴェンナーが中心だった。またニューモデル軍士官にも信者がおり、トマス・ハリソンが代表格である。
第五王国実現のため努力を惜しまず、ピューリタン独裁を主張する第五王国派は内戦が聖戦の様相を呈していたこと、イングランド共和国に弾圧された平等派の政治運動が第五王国派に受け継がれたことなどから急進派となり、ハリソン率いる派閥が1653年4月20日にランプ議会解散を決行、ハリソンの上司でニューモデル軍司令官オリバー・クロムウェルと結びつき、7月4日に開会されたベアボーンズ議会で第五王国派は半数以下ながらも議会に入り込み、急進的な政治・宗教改革に着手した。ところがそれが議会穏健派とクロムウェルの警戒心を呼び起こし、議会内部は急進派と穏健派が対立、軍でもハリソン派とジョン・ランバートの派閥が対立、12月12日にクロムウェル・ランバートらと結んだ議会穏健派はクーデターで議会を解散して第五王国派を排除、ハリソンも軍から追放された。
以後クロムウェルが護国卿として共和国を統治する護国卿時代が到来すると、独裁に憤慨した第五王国派は反体制派となり、パウエル、フィークらはクロムウェルを激しく非難、投獄されても屈せず抵抗を続けた。しかし言論で抵抗した穏和派が逮捕されたり転向するとヴェンナーら武闘派が台頭、武力蜂起で共和国を倒そうとしたが、1654年に軍幹部ロバート・オーバートンが反乱直前に逮捕、1655年6月にヴェンナーはクロムウェル暗殺未遂容疑で逮捕、1657年4月にも蜂起計画発覚で再逮捕され上手く行かなかった。やがて1658年にクロムウェルが死亡、1660年にチャールズ2世が帰還して王政復古が成就してもヴェンナーは打倒政府の方針を変えず、1661年1月6日から9日の4日間ロンドンで武闘派を率いて反乱を起こしたが、捕らえられ19日に処刑された。ハリソンも1660年にレジサイドとして処刑され、集会禁止の国王布告が出され第五王国派は衰退したが、1685年に残党がモンマスの反乱に加わっていることが確認されている。
第五王国派に関して否定的な評価がついて回り、クラレンドン伯爵エドワード・ハイドなど歴史家から狂信的と見做されていたが、20世紀で歴史学者クリストファー・ヒルが「革命的無政府主義の一形態」と規定してから第五王国派の研究・再評価が進められている。日本でも田村秀夫・岩井淳などが第五王国派研究に取り組み、岩井はアスピンウォール、ヴェンナーが革命前に北アメリカのニューイングランドへ移住した経験がある点に注目、2人が帰国後もアメリカに愛着を抱いていたこと、アスピンウォールが君主制が無いアメリカの神権政治や千年王国論に影響され、君主制打倒を目指した点を評価している。